# جيمس إف. ألين
جيمس إف. ألين (بالإنجليزية: James F. Allen)‏ هو عالم حاسوب وفيلسوف ورئيس تحرير أمريكي، ولد في 1950.

## وصلات خارجية
- الموقع الرسمي